# 东京外国语大学
东京外国语大学（とうきょうがいこくごだいがく、Tokyo University of Foreign Studies）位于东京都府中市的日本国立大学。前身設立於1897年，在1949年升格為大學。大学简称外语大（がいごだい）、外大（がいだい）、东京外大（とうきょうがいだい）等，英语简称TUFS。是日本最具代表性的外国语大学，目前有本科生3,769、研究生573名。

## 概况
東京外國語大學的前身是舊制東京外國語學校。东京外大与东京大学和一橋大學曾有过共同的前身—旧制高等商业学校。東京外大曾与大阪外国语大学（今大阪大学外国语学部）是姊妹校。
在2012年3月以前，仅设有7课程26专攻的外国语学部。2012年4月改组以后变更为语言文化学部和国际社会学部的两学部体制。在主修语言与地区文化的基础上增设了人文社会科学，甚至是自然科学（以信息科学为主）的内容。现如今语言文化学部以外语教育为主、国际社会学部则主要教授外语以外的课程。2019年4月将增设国际日本学部，变更为3学部体制。
大学院设有综合国际学研究科，并设有博士前期课程（4專攻）和博士后期课程（2專攻）。
东京外国语大学是目前日本国内唯一的国立外国语大学。不仅仅只是单一的研究语言学，更是以区域研究为基础，对该语言圈内政治、经济、社会、文化、习俗等领域全方位从事教育研究的日本首屈一指的外国語、区域研究大学。虽然是単科大学，但长期以来东京外大培养了大批外交、文学、学术、传媒、商业、教育、艺术等领域的人才。
除了学生教育外，东京外国语大学还对一般市民提供外语课程、讲座和在线学习资源。

## 沿革

### 略历
由于东京外国语大学的前身旧制东京外国语学校曾一度经历过废校与复校等曲折历程，因此共经历过建校、创立、独立三个时期。现在主要以1897年（明治30年）4月27日（高等商业学校附属外国语学校设立日）作为创校纪念日的。

### 年表

#### 早期
- 1811年（文化8年） - 德川幕府根据高桥景保的建议，设立天文方附属的兰书翻译局蛮书和解御用
- 1855年（安政2年） - 蛮书和解御用作为洋学所独立
- 1856年（安政3年） - 洋学所更名为蕃书调所
- 1862年（文久2年） - 更名为洋书调所
- 1863年（文久3年） - 更名为开成所
- 1869年（明治2年） - 明治政府以开成所为基础设立开成学校，并将其改称为大学南校
- 1871年（明治4年） - 于大学南校设立独逸学（德国学）假教場，大学南校改称为南校。独逸学假教場是当时西洋学第一校。外务省设立独魯清語学所（德语俄语中文语言所）
- 1872年（明治5年） - 以南校为基础设立第一大学区第一番中学、第二番中学
- 1873年（明治6年） - 以第一大学区第二番中学为基础设立独逸学教場，同年独逸学教場与独魯清語学所为基础于一ツ橋通町一番地设立東京外国語学校
- 1874年（明治7年） - 英语科独立为东京英语学校（后来的東京大学预备门、第一高校中学校）
- 1884年（明治17年） - 设立高等商业学校，成为其附属外国语学校
- 1885年（明治18年） - 8月，法语德语学科转移至东京大学预备门に移行；9月，東京外国語学校及其所属的高等商业学校合并为東京商业学校（今一桥大学）
- 1887年（明治20年） - 東京商業学校改名为高等商业学校
- 1896年（明治29年） - 第九帝国议会提出设立外国语学校
- 1897年（明治30年） - 高等商业学校设立附属外国语学校（英、法、德、俄、西、中、韩语7学科）
- 1899年（明治32年） - 高等商業学校附属外国語学校独立为东京外国语学校
- 1944年（昭和19年） - 改名为东京外事专门学校

#### 改制后
- 1949年（昭和24年） - 新制東京外国语大学阶段开始，设有12学科（英，法，德，俄，意，西，葡，中，蒙、印地，印尼，泰）
- 1954年（昭和29年） - 设立修业年限1年的留学生别科
- 1960年（昭和35年） - 留学生别科废止，设立修业年限3年的留学生课程
- 1964年（昭和39年） - 设立亚非语言文化研究所，泰语科改称为印度支那语学科
- 1966年（昭和41年） - 设立大学院、外国语学研究科修士课程
- 1970年（昭和45年） - 设立附属日本语学校
- 1971年（昭和46年） - 附属日本語学校迁至府中市住吉町
- 1977年（昭和52年） - 外国語学部设立朝鮮語学科，大学院设置地域研究研究科修士課程
- 1980年（昭和55年） - 设立波斯语学科
- 1984年（昭和59年） - 印尼语学科改称为印尼马来西亚语学科
- 1986年（昭和61年） - 设立留学生教育教材开发中心
- 1991年（平成3年） - 俄语学科改组为俄语东欧语学科
- 1992年（平成4年） - 大学院外国語学研究科与地域研究研究科合并，新设立博士课程、地域文化研究科博士前期、後期課程；附属日本語学校与留学生教育教材开发中心合并改组成为留学生日语教育中心
- 1995年（平成7年） - 外国語学部改组为7課程（欧美第一、欧美第二、俄罗斯、東欧、东亚、东南亚、南、西亚、日本）、3大講座（语言、信息、综合文化、区域、国際）
- 1997年（平成9年） - 大学院地域文化研究科国際文化講座导入教員任期制
- 2000年（平成12年） - 校区开始转移至府中市，大学本部及外国語学部、大学院地域文化研究转移至府中校区；设立副校长、外国語学部長
- 2001年（平成13年） - 東京外国語大学本郷卫星校区開設。
- 2002年（平成14年） - 亚非语言文化研究所转移至府中校区；西ヶ原校区停止使用
- 2004年（平成16年） - 根据法改正，国立大学法人東京外国語大学阶段开始。留学生日本語教育中心从府中市住吉町转移至同市朝日町的府中校区；住吉町的大楼停止使用
- 2005年（平成17年） - 设立国际学术战略本部
- 2006年（平成18年） - 设立多语言、多文化教育研究中心，信息处理中心改组设立综合信息合作中心，国际交流会馆2号馆竣工。
- 2007年（平成19年） - 设立地球社会先端教育研究中心、特命事項担当室
- 2008年（平成20年） - 设立東京外国語大学出版会；以辅助留学生为主的国際教育支援基金达成2億日圓的目标金额
- 2009年（平成21年） - 大学院全面改组；设立教育組織綜合国際学研究科及教員組織綜合国際学研究院；另外新设立国際日本研究中心与世界语言社会教育中心
- 2012年（平成24年） - 外国語学部改组为语言文化学部国際社会学部
- 2015年（平成27年） - 国際日本研究中心及留学生日本語教育中心統合为国際日本学研究院

## 基础数据

### 所在地
- 府中キャンパス（東京都府中市朝日町3-11-1）
- 本郷サテライト（東京都文京区本郷2-14-10）

### 象征
校徽于1899年（明治32年）制定。中央的火炬与两侧的羽翼组合，形成了火炬中有「L」的字母这一图像。火炬有「光明普照世界」的意味，而「L」则是拉丁语中「Lingua」（语言）的首字母。羽翼也表示最初设立的八国语言学科。
另外在2004年（平成16年），以国立大学法人化为契机募集了新的标志，并以商标形式进行了注册。

## 系所
東京外國語大學設有3學部、3學科，及20多種語言專攻。

### 語言文化學部
- 英語專攻
- 德語專攻
- 波蘭語、捷克語專攻
- 法語專攻
- 義大利語專攻
- 西班牙語專攻
- 葡萄牙語專攻
- 俄語專攻
- 俄語、烏茲別克語、蒙古語專攻
- 中國語專攻
- 朝鮮語專攻
- 印尼語、馬來西亞語、菲律賓語專攻
- 泰語、寮語、越南語、柬埔寨語、緬語專攻
- 烏爾都語、印地語、孟加拉語專攻
- 阿拉伯語、波斯語、土耳其語專攻

### 國際社會學部
- 北西歐、北美專攻
- 中欧專攻
- 西南歐專攻
- 伊比利亚、拉丁美洲專攻
- 俄國專攻
- 東亞專攻
- 中亞專攻
- 東南亞第一專攻
- 東南亞第二專攻
- 南亞專攻
- 中東專攻
- 非洲專攻
- 大洋洲專攻

### 國際日本學部
- 國際日本專攻

## 学生生活

### 外语祭
东外的学园祭被称为外语祭，于每年的11月下旬举办，为期五天。各科都会出展。各语种的1年级生会在校区中央广场用各自学习的语种所对应国家地区的料理进行出展。2年级开始学生们则会用专攻的语言上演外国语剧。

### 体育
- 硬式棒球部加盟了东京新棒球大学联盟
- 每年10月的第三个礼拜四东京外国语大学的体育团体协议会会同大阪外国語大学的运动会以对抗赛的形式进行定期竞技大会。比赛地点会轮流设立在東京外国語大学和大阪外国語大学之间。但由于大阪外国語大学在2007年（平成19年）与大阪大学合并，2007年（平成19年）的比赛成为了这一对抗赛的终结。现在两校的一些运动部仍然会举行交流赛。
- 东京外国语大学、筑波大学、東京海洋大学、東京工業大学与防衛大学校五大学每年春天会举行赛舟会。
- 「学内競漕大会」会在毎年5月中旬的星期三在戶田ボートコース举办，主要以1年生为中心根据专攻语言的不同进行比赛

## 相关组织
设有同窗会—有限責任中間法人東京外語会

## 对外关系

### 同其他大学

#### 日本国内

##### 四大学联合
同東京醫科齒科大學、東京工業大學、一橋大學于2001年（平成13年）3月15日签订了《四大学联合宪章》，并开始进行相关教育研究项目，但并不以四校合并为目标。另外也设立了“四大学附属研究所所长恳谈会”。
- 四大学联合
  - 東京醫科齒科大學
  - 東京工業大学
  - 一橋大学
- 四大学联合附属研究所所長恳谈会
  - 東京医科齒科大学生体材料工学研究所
  - 東京医科齒科大学難治疾患研究所
  - 東京外国語大学アジア・アフリカ言語文化研究所
  - 東京工業大学資源化学研究所（現東京工業大学化学生命科学研究所）
  - 東京工業大学精密工学研究所（現東京工業大学未来產業技術研究所）
  - 東京工業大学應用セラミックス研究所（現東京工業大学フロンティア材料研究所）
  - 東京工業大学先導原子力研究所
  - 一橋大学経済研究所

##### 全国外大联合
- 神田外語大学
- 名古屋外国語大学
- 京都外国語大学
- 關西外国語大学
- 神戸市外国語大学
- 長崎外国語大学

##### 文理协作型国际化人材育成项目
东京外国语大学与同属西東京地区国立大学的東京農工大学、電気通信大学，以培养国际化人才为目的展开了相应合作项目。除高中大学衔接教育、学部教育外，2019年4月开始将设立大学院博士後期課程共同專攻。

##### 其他
2000年（平成12年）10月多摩地区国立5大学（東京外国語大学、東京学芸大学、東京農工大学、電気通信大学、一橋大学）间开始实行学分互换制度，同时与国際基督教大学等周边的私立大学缔交了诸多协议。
- 多摩地区国立5大学（学分互换制度与图书馆互用协定）
  - 電気通信大学
  - 東京学芸大学
  - 東京農工大学
  - 一橋大学
- 多摩地区大学協定
  - 津田塾大学
  - 電気通信大学
  - 東京学芸大学
  - 東京農工大学
  - 一橋大学
- EUIJ
  - 国際基督教大学
  - 津田塾大学
  - 一橋大学
- 教育、研究交流相关協定缔交大学
  - 中央大学
  - 首都大学東京
  - 国際基督教大学
  - 東京女子大学
  - 御茶水女子大学
  - 東京芸術大学

## 外部連結
- 東京外國語大學（页面存档备份，存于）